# Табасаранська писемність
Табасаранська писемність — писемність, яка використовується для запису табасаранської мови. За час свого існування функціонувала на різних графічних основах і неодноразово реформувалася. В даний час табасаранська писемність функціонує на кирилиці. В історії табасаранський писемності виділяються наступні етапи:
- До початку XX століття — спорадичне використання писемності на основі арабського алфавіту;
- 1932—1938 роки — писемність на латинській основі;
- З 1938 року — сучасна писемність на основі кирилиці.

## Ранні алфавіти

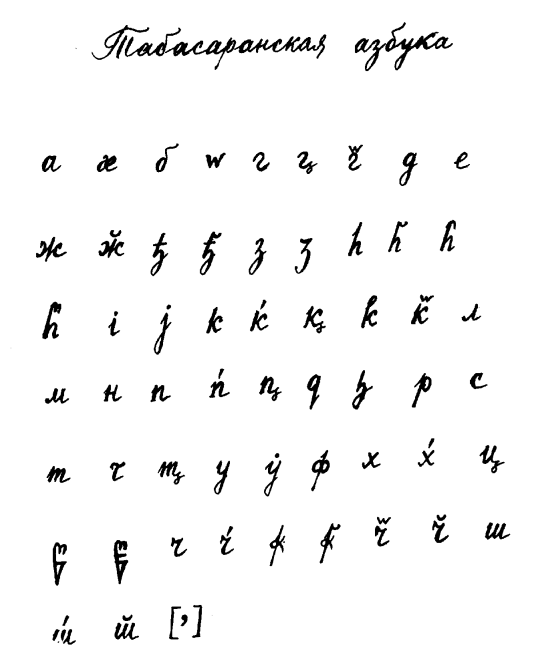
Табасаранський алфавіт, складений П. К. Усларом

До революції 1917 року у табасаранів мала деяке поширення писемність на арабській графічній основі. Арабське письмо, частково пристосоване до особливостей фонетики дагестанських мов, отримало назву «аджам». Відомий ряд рукописів XVII—XIX століть, написаних на табасаранській мові із застосуванням аджама (релігійні тексти, записи пісень, хронологічні списки). До найстаріших пам'ятників табасаранський писемності відноситься книга релігійного змісту, написана Хасаном ібн Рабаданом аз-Зірдагі в 1614 році. Однак адажмська писемність не отримала широкого поширення у табасаранів і мова до 1930-х років по суті залишалася неписьменна.
У 1860-і роки етнограф і лінгвіст П. К. Услар склав алфавіти для ряду мов народів Кавказу (аварської, лакської, чеченської та ін.). Алфавіти Услара базувалися на кирилиці з додаванням кількох латинських і грузинських букв. На початку 1870-х років Услар розробив абетку і для табасаранської мови, але смерть автора в 1875 році залишила роботу неопублікованою, а алфавіт так і не отримав практичного застосування.

## Латиниця
У 1923 році на конференції мусульманських народів в П'ятигорську було піднято питання про перехід дагестанських мов на латинський алфавіт. Однак тоді це питання було визнано передчасним. Знову воно було підняте в 1926 році. У лютому 1928 года 2-й об'єднаний пленум обкому та Раднаркому Дагестанської АРСР поставив завдання розробити латинізовані алфавіти для народів республіки, в тому числі і для табасаранів. У 1931 році табасаранський алфавіт був складений і затверджений, а в 1932 році на ньому вийшла перша книга.
Спочатку табасаранський алфавіт не мав великих літер і виглядав так: a, b, c, cc, cь, ç, çь, d, e, ә, f, g, ƣ, h, i, j, k, kk, ⱪ, l, m, n, u, p, pp, , q, ꝗ, r, s, s̷, s̷s̷, ş, şь, t, tt, t̨, y, v, x, ҳ, ӿ, z, ⱬ, zz, ƶ, ƶƶ, ƶь, '.
Незабаром табасаранський алфавіт був реформований (зокрема, введені літери O o і Ⱬ̵ ⱬ̵), крім того були введені великі літери. В результаті реформи алфавіт став виглядати так:
| A a | B b | C c | Cь cь | Ç ç | Çь çь | D d | E e   | Ә ә | F f   | G g |
| Ƣ ƣ | H h | I i | J j   | K k | Ⱪ ⱪ   | L l | M m   | N n | O o   | P p |
|     | Q q | Ꝗ ꝗ | R r   | S s | S̷ s̷   | Ş ş | Şь şь | T t |       | U u |
| V v | X x | Ҳ ҳ | Ӿ ӿ   | Y y | Z z   | Ⱬ ⱬ | Ƶ ƶ   | Ⱬ̵ ⱬ̵ | Ƶь ƶь | '   |

Табасаранський латинізований алфавіт пробув до 1938 року.

## Кирилиця
В кінці 1930-х років в СРСР почався процес перекладу писемностей на кирилицю. В ході цього процесу 5 січня 1938 року бюро Дагестанського обкому ВКП(б) постановило перевести на кирилицю і алфавіти народів Дагестану. 8 лютого це рішення було затверджено ЦК Дагестанської АРСР. 16 лютого новий табасаранський алфавіт був опублікований в газеті «Дагестанська правда». Він мав такий вигляд: А а, Б б, В в, Г г, Гъ гъ, ГӀ гӀ, Д д, Джв джв, Е е, Ж ж, Жв жв, З з, И и, Й й, К к, Къ къ, Кь кь, КӀ кӀ, Л л, М м, Н н, О о, П п, ПӀ пӀ, Р р, С с, Т т, ТӀ тӀ, У у, УӀ уӀ, Ф ф, Х х, Хъ хъ, Хь хь, Ц ц, ЦӀ цӀ, Ч ч, Чв чв, ЧӀ чӀ, ЧӀв чӀв, Ш ш, Шв шв, Щ щ, Ъ ъ, Ы ы, Ь ь, Э э, Ю ю, Я я. Авторами кириллического алфавита были Т. Шалбузов и Э. Ханмагомедов.
Пізніше в табасаранський кириличний алфавіт неодноразово вносилися зміни. Так, з алфавіту були виключені букви ГӀ гӀ, Джв джв, УӀ уӀ, ЧӀв чӀв, але добавлені Аь аь, Гь гь, Ё ё, Жъ жъ, Уь уь, Чъ чъ, Ӏ. У 1950-ті — на початку 1960-х років алфавіт виглядав так: А а, Аь аь, Б б, В в, Г г, Гъ гъ, Гь гь, Д д, Е е, Ё ё, Ж ж, Жъ жъ, Жв жв, З з, И и, Й й, К к, Къ къ, Кь кь, КӀ кӀ, Л л, М м, Н н, О о, П п, ПӀ пӀ, Р р, С с, Т т, ТӀ тӀ, У у, Уь уь, Ф ф, Х х, Хъ хъ, Хь хь, Ц ц, ЦӀ цӀ, Ч ч, Чв чв, Чъ чъ, ЧӀ чӀ, Ш ш, Шв шв, Щ щ, Ъ ъ, Ы ы, Ь ь, Э э, Ю ю, Я я, Ӏ.
Пізніше в табасаранський алфавіт був внесений ще ряд змін — виключені букви Жъ жъ, Жв жв, Чв чв, Чъ чъ, Шв шв. В результаті всіх змін табасаранський алфавіт зараз виглядає так:
| А а | Аь аь | Б б | В в   | Г г   | Гъ гъ | Гь гь | Д д | Е е   | Ё ё   | Ж ж | З з   |
| И и | Й й   | К к | Къ къ | Кь кь | КӀ кӀ | Л л   | М м | Н н   | О о   | П п | ПӀ пӀ |
| Р р | С с   | Т т | ТӀ тӀ | У у   | Уь уь | Ф ф   | Х х | Хъ хъ | Хь хь | Ц ц | ЦӀ цӀ |
| Ч ч | ЧӀ чӀ | Ш ш | Щ щ   | ъ     | ы     | ь     | Э э | Ю ю   | Я я   | Ӏ   | '     |

Буква Аь аь позначає широку негубну голосну переднього ряду, Гъ гъ — увулярний дзвінкий спірант, Гь гь — ларінгальну глуху /h/, Къ къ — увулярний смичний придиховий /к/, Кь кь — увулярний смично-гортанний /к/, КӀ кӀ — смично-гортанний, 'ПӀ пӀ — смично-гортанний /п/, ТӀ тӀ — смично-гортанний /т/, Уь уь — вузький губної переднього ряду, Хъ хъ — увулярна глуха придихової аффриката /х/, Хь хь — середньоязичний глухий спірант, ЦӀ цӀ — смично-гортанний свистячий /ц/, ЧӀ чӀ — смично-гортанна шипляча дорсальна аффриката /ч/, ъ — гортанна смичка (крім запозичень з російської мови).

## Таблиця відповідності алфавітів
Складено за:,
| Кирилиця | Латиниця   | Услар |
| -------- | ---------- | ----- |
| А а      | A a        | а     |
| Аь аь    | Ә ә        | ӕ     |
| Б б      | B b        | б     |
| В в      | V v, ь     | w     |
| Г г      | G g        | г, гّ  |
| Гъ гъ    | Ƣ ƣ        | ӷ     |
| Гь гь    | H h        | h     |
| Д д      | D d        | д     |
| Е е      | E e, Je je | е     |
| Ё ё      | -          | -     |
| Ж ж      | Ƶ ƶ        | ж     |
| З з      | Z z        | з, ӡ  |
| И и      | I i        | i     |
| Й й      | J j        | j     |
| К к      | K k        | ќ     |
| Къ къ    | Q q        | кّ     |
| Кь кь    | Ꝗ ꝗ        | q     |
| КӀ кӀ    | Ⱪ ⱪ        | қ     |
| Л л      | L l        | л     |
| М м      | M m        | м     |
| Н н      | N n        | н     |
| О о      | O o        | -     |
| П п      | P p        | п     |
| ПӀ пӀ    | Ҏ ҏ        | ԥ     |
| Р р      | R r        | р     |
| С с      | S s        | с     |
| Т т      | T t        | т     |
| ТӀ тӀ    | T̨ t̨        | ҭ     |
| У у      | U u        | у     |
| Уь уь    | Y y        | у̇     |
| Ф ф      | F f        | ф     |
| Х х      | X x        | х     |
| Хъ хъ    | Ӿ ӿ        | k     |
| Хь хь    | Ҳ ҳ        | h̆     |
| Ц ц      | S̷ s̷        | წ̶     |
| ЦӀ цӀ    | Ⱬ ⱬ        | წ     |
| Ч ч      | C c        | ч     |
| ЧӀ чӀ    | Ç ç        | ჭ     |
| Ш ш      | Ş ş        | ш     |
| Щ щ      | Şc şc      | -     |
| Ъ ъ      | -          | '     |
| Ы ы      | -          | -     |
| Ь ь      | -          | -     |
| Э э      | E e        | е     |
| Ю ю      | Ju ju, Y y | -     |
| Я я      | Ja ja, Ә ә | -     |
| [дж]     | Ⱬ̵ ⱬ̵        | ђ     |
| [джв]    | [ⱬ̵ь]       | ђ̆     |
| [жв]     | Ƶь ƶь      | ӂ     |
| [кк]     | [kk]       | к     |
| [пп]     | [pp]       | п́     |
| [тт]     | [tt]       | τ     |
| [цц]     | [s̷s̷]       | ц     |
| [чч]     | [cc]       | ч́     |
| [чӀв]    | Çь çь      | ჭ̆     |
| [чв]     | Cь cь      | чّ     |
| [ччв]    | [ccь]      | ч̆     |
| [шв]     | Şь şь      | ш̆     |